# Cho Dong-geon
Cho Dong-Geon (Corea del Sur : 조동건; nacido el 16 de abril de 1986) es un jugador de fútbol coreano que actualmente juega para el Sagan Tosu.

## Carrera
| Club                 | Temporada  | Partidos | Goles |
| -------------------- | ---------- | -------- | ----- |
| Seongnam Ilhwa       | 2008/12    | 88       | 19    |
| Suwon Bluewings      | 2012/15    | 73       | 11    |
| Sangju Sangmu        | 2015/Act.* | 33       | 9     |
| Sagan Tosu           | 2017/Act.* |          |       |
| Selección Surcoreana | Act.*      | 3        | 0     |

* = Actualidad/Actualmente
- Datos: Q490693